# 小行星9425
小行星9425（英語：9425 Marconcini）是一颗围绕太阳公转的小行星。1996年2月14日，M. Tombelli、U. Munari在阿夏戈发现了此天体。
这颗小行星的绝对星等为55.44563等。